# USS Indiana (SSN-789)
O USS Indiana é um submarino nuclear de ataque operado pela Marinha dos Estados Unidos e a décima sexta embarcação da Classe Virginia. Sua construção começou em maio de 2015 nos estaleiros da Newport News Shipbuilding na Virgínia e foi lançado ao mar em  junho de 2017, sendo comissionado na frota norte-americana em setembro do ano seguinte. É armado com doze lançadores verticais de mísseis e quatro tubos de torpedo de 533 milímetros, tem um deslocamento de quase oito mil toneladas e alcança uma velocidade máxima de 32 nós submerso.